# Temeraire (Schiff, 1909)
Die Temeraire, auch HMS Temeraire, war ein Schlachtschiff (Dreadnought) der Bellerophon-Klasse der britischen Marine, das zwischen 1909 und 1921 in Dienst stand.

## Geschichte
Die Temeraire wurde am 1. Januar 1907 in Devonport auf Kiel gelegt, am 24. August 1907 vom Stapel gelassen und im Mai 1909 fertiggestellt. Ihre Baukosten beliefen sich auf 1.744.287 Pfund Sterling.
Am 15. Mai 1909 wurde die Temeraire unter dem Kommando von Kapitän Alexander Duff für den Einsatz in der 1. Division der Home Fleet in Dienst gestellt. Im Juni nahm sie an den alljährlichen Manövern teil. Am 31. Juli wurde das Schiff während der Cowes Week von König Edward VII. und Zar Nikolaus II. inspiziert. Am 25. Oktober wurde Duff von Kapitän Arthur Christian abgelöst und am 24. Juni 1911 nahm die Temeraire an der Flottenschau anlässlich der Krönung von König George V. in Spithead teil. Am 12. August wurde Christian von Kapitän Reginald Allenby ersetzt. Im Rahmen der Flottenumstrukturierung vom 1. Mai 1912 wurde die 1. Division zum 1. Schlachtgeschwader der Grand Fleet und die Temeraire Teil dieser neuen Flotte. Das Schiff nahm am 9. Juli anlässlich der Parlamentseröffnung an der Flottenschau in Spithead teil und war im Oktober an Manövern beteiligt. Am 5. April 1913 übernahm Kapitän Cresswell Eyres das Kommando. Und im folgenden Juli besuchte das Geschwader Cherbourg in Frankreich. Anschließend wurde Eyres am 1. September von Kapitän Edwyn Alexander-Sinclair abgelöst. Zwischen dem 17. und dem 20. Juli 1914 nahm die Temerair an einer Test-Mobilmachung und Flottenüberprüfung als britische Reaktion auf die Julikrise teil. Nach ihrer Ankunft vor der Isle of Portland am 27. Juli erhielt sie den Befehl, sich zwei Tage später mit dem Rest der Home Fleet nach Scapa Flow zu begeben, um die Flotte vor einem möglichen deutschen Überraschungsangriff zu schützen.

### Erster Weltkrieg
Im August 1914, nach dem Ausbruch des Ersten Weltkrieges, wurde die Home Fleet als Grand Fleet reorganisiert und dem Kommando von Admiral Jellicoe unterstellt. Der größte Teil der Flotte lag kurzzeitig (22. Oktober bis 3. November) in Lough Swilly, Irland, während die Verteidigungsanlagen in Scapa Flow verstärkt wurden. Am Abend des 22. November 1914 unternahm die Grand Fleet einen erfolglosen Vorstoß in die südliche Hälfte der Nordsee, wobei die Temeraire mit dem Hauptverband zur Unterstützung des 1. Schlachtkreuzergeschwaders von Vizeadmiral David Beatty bereitstand. Am 27. November war die Flotte zurück im Hafen von Scapa Flow.

### Raid auf Scarborough, Hartlepool und Whitby
Am 14. Dezember hatte Room 40, eine nachrichtendienstliche Abteilung der britischen Admiralität, deutsche Funksprüche entschlüsselt, die Admiral von Ingenohls Plan für einen Angriff auf Scarborough, Hartlepool und Whitby durch Franz von Hippers Aufklärungsgruppe I enthielten. In Unkenntnis der Briten sollte Hipper jedoch durch die Hochseeflotte verstärkt werden. Die Briten stachen am 15. Dezember in See mit der Absicht, die deutschen Schiffe auf ihrer Rückfahrt in einen Hinterhalt zu locken. In den frühen Morgenstunden des 16. Dezember und bei schwerer See kam es zum Gefecht zwischen britischen und deutschen Zerstörern, doch von Ingenohl befahl seinen Schiffen aus Sorge vor einem massierten Angriff britischer Zerstörer, abzudrehen.
Am Abend des 23. Januar lief der größte Teil der Grand Fleet von Scapa Flow aus, um Beattys Schlachtkreuzer zu unterstützen, waren jedoch zu weit entfernt, um am folgenden Tag am Gefecht auf der Doggerbank teilnehmen zu können. Am 8. Februar ersetzte Kapitän Allen Hunt Alexander-Sinclair. Vom 7. bis zum 10. März unternahm die Grand Fleet eine Aufklärungsfahrt in der nördlichen Nordsee, bei der sie Übungsmanöver durchführte.
Vom 17. bis zum 19. Mai und vom 29. bis zum 31. Mai unternahm die Grand Fleet Vorstöße in die zentrale Nordsee, ohne auf deutsche Schiffe zu stoßen. Vom 11. bis zum 14. Juni führte die Flotte erneut Geschütz- und Gefechtsübungen westlich von Shetland durch. Vom 2. bis zum 5. September unternahm die Flotte eine weitere Fahrt in der Nordsee, bei der sie Geschützübungen durchführte und verbrachte den Rest des Monats mit zahlreichen Trainingsübungen. Vom 13. bis zum 15. Oktober unternahm das Schiff zusammen mit dem Großteil der Grand Fleet einen weiteren Einsatz in der Nordsee. Fast drei Wochen später, vom 2. bis zum 5. November, nahm die Temeraire an einer weiteren Flottenübungsoperation westlich von Orkney teil.
Die Grand Fleet brach am 26. Februar 1916 zu einer Fahrt in die Nordsee auf. Admiral John Jellicoe wollte die Harwich Force einsetzen, um die Helgoländer Bucht zu durchkämmen, aber schlechtes Wetter verhinderte Operationen in der südlichen Nordsee. Daher beschränkte sich die Operation auf das nördliche Ende des Meeres. Am 3. März wurde Hunt seinerseits von Kapitän Edwin Underhill abgelöst. Am 6. März begann ein weiterer Sucheinsatz, der jedoch am folgenden Tag abgebrochen werden musste, da das Wetter für die begleitenden Zerstörer zu schlecht wurde. In der Nacht zum 25. März verließen die Barham und der Rest der Flotte Scapa Flow, um Admiral Beattys Schlachtkreuzer bei dem Angriff auf den deutschen Zeppelinstützpunkt in Tønder zu unterstützen. Als sich die Grand Fleet am 26. März dem Gebiet näherte, hatten sich die britischen und deutschen Streitkräfte bereits getrennt und ein starker Sturm bedrohte die kleineren Schiffe, so dass die Flotte den Befehl erhielt, zur Basis zurückzukehren. Am 21. April führte die Grand Fleet ein Ablenkungsmanöver vor Horns Riff durch, um es der Kaiserlich Russischen Marine zu ermöglichen, ihre Minenfelder in der Ostsee neu zu verlegen.

#### Skagerrakschlacht
In dem Versuch, einen Teil der Grand Fleet aus ihren Häfen zu locken und zu vernichten, verließ die deutsche Hochseeflotte, bestehend aus 16 Schlachtschiffen, sechs Einheitslinienschiffen und weiteren Schiffen, am frühen Morgen des 31. Mai Wilhelmshaven. Die Flotte fuhr in gemeinsamer Formation mit den fünf Schlachtkreuzern von Vizeadmiral Franz Hipper. Die nachrichtendienstliche Abteilung der britischen Admiralität – Room 40 – hatte den deutschen Funkverkehr mit den Operationsplänen abgefangen und entschlüsselt. Daraufhin befahl die Admiralität der Grand Fleet, die insgesamt 28 Schlachtschiffe und neun Schlachtkreuzer umfasste, noch in der Nacht auszulaufen, um der Hochseeflotte den Weg abzuschneiden und sie zu vernichten.

Manöver der britischen (blau) und deutschen (rot) Flotte vom 31. Mai bis 1. Juni 1916

In der ersten Phase des allgemeinen Gefechts gab das Schiff gegen 18:34 Uhr fünf Salven aus seinen Hauptgeschützen auf den langsame Fahrt machenden Kleinen Kreuzer Wiesbaden ab. Um 19:17 Uhr feuerte das Schiff sieben Salven auf den Schlachtkreuzer Derfflinger, erzielte aber keine Treffer. Etwa zehn Minuten später bekämpfte die Temeraire mehrere deutsche Zerstörer, jedoch ohne Erfolg. Dies war das letzte Mal, dass das Schiff während der Schlacht seine Kanonen abfeuerte.

### Anschließende Aktivitäten
Die Grand Fleet lief am 18. August aus, um die Hochseeflotte auf ihrem Vormarsch in die südliche Nordsee aus dem Hinterhalt anzugreifen, aber eine Reihe von Fehlmeldungen hinderte Jellicoe daran, die deutsche Flotte abzufangen, bevor sie in den Hafen zurückkehrte. Zwei leichte Kreuzer wurden während der Operation von deutschen U-Booten versenkt, was Jellicoe zu der Entscheidung veranlasste, die größeren Einheiten der Flotte südlich von 55° 30' Nord nicht zu riskieren, da es dort viele deutsche U-Boote und Minen gab. Die Admiralität stimmte dem zu und legte fest, dass die Grand Fleet nicht ausrücken würde, es sei denn, die deutsche Flotte versuchte eine Invasion Großbritanniens oder es bestand die große Möglichkeit, dass sie unter geeigneten Bedingungen zu einem Gefecht gezwungen werden könnte. Am 22. April 1918 fuhr die Hochseeflotte zum letzten Mal nach Norden, um einen Konvoi nach Norwegen abzufangen, musste aber zwei Tage später umkehren, nachdem der Schlachtkreuzer Moltke einen Maschinenschaden erlitten hatte. Die Grand Fleet lief am 24. April von Rosyth aus, als die Operation entdeckt wurde, konnte die Deutschen aber nicht mehr einholen.
Im Oktober 1918 wurden die Temeraire und ihr Schwesterschiff Superb zur Mittelmeerflotte versetzt. Das Schiff war Teil eines alliierten Geschwaders, das am 13. November nach dem Waffenstillstand von Mudros in den Hafen von Istanbul (damals Konstantinopel) einlief. Einen Monat später beauftragte Gough-Calthorpe die Temeraire, eine Besatzung für den russischen Zerstörer Schastlivy zu stellen, der nach dem Waffenstillstand vom 11. November von den Deutschen an die Alliierten übergeben worden war. Am 13. Februar 1919 fand ein letzter Kommandowechsel statt, bei dem Kapitän Francis Caulfeild Underhill ablöste. Am 3. April kehrte sie in die Heimat zurück und wurde nach ihrer Ankunft am 23. April in Devonport der Reserve zugewiesen. Am 23. September wurde die Temeraire als Schulschiff für Marinekadetten wieder in Dienst gestellt. Am 11. April wurde das Schiff endgültig ausgemustert und von der Marineliste gestrichen. Schließlich wurde sie am 7. Dezember an Stanlee Shipbreaking & Salvage Co zum Abwracken verkauft.

## Technik

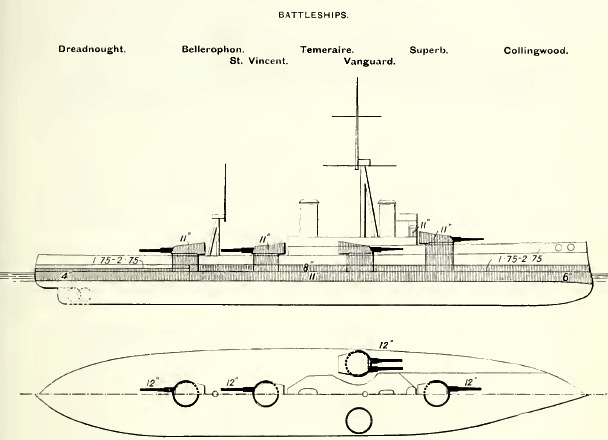
Aufriss und Draufsicht

Das Schiff hatte eine Gesamtlänge von 160,30 m, eine Breite von 25,10 m, einen Tiefgang von 8,20 m. Die Verdrängung lag zwischen 18.596 tn.l. und 22.211 tn.l.

### Antrieb
Die Temeraire war mit vier Parsonsturbinen mit Direktantrieb, bestehend aus zwei Hoch- und zwei Niederdruckturbinen, ausgestattet, die jeweils zwei Wellen antrieben und insgesamt 23.000 Shp (17.000 kW) entwickelten, mit denen sie eine Höchstgeschwindigkeit von 21 Knoten (39 km/h) erreichte. Der Dampf wurde von achtzehn Babcock & Wilcox-Wasserrohrkesseln mit einem Arbeitsdruck von 16, 2 bar geliefert. Das Schiff konnte maximal 2.690 t Kohle bzw. 8,53 t Heizöl mitführen, was ihm bei 10 Knoten (19 km/h) eine Reichweite von 5.720 Seemeilen (10.590 km) ermöglichte.

### Bewaffnung
Die Hauptbewaffnung bestand aus zehn 305-mm-L/45-Geschützen in fünf Doppeltürmen, drei auf der Mittellinie und die restlichen zwei als Flügeltürme. Die mittleren Geschütztürme trugen die Bezeichnungen „A“, „X“ und „Y“ (von vorne nach achtern), die Flügeltürme an Backbord und Steuerbord die Bezeichnungen „P“ und „Q“. Die 58 t schweren Kanonen hatten bei einer maximalen Elevation von 13,5° und einer Mündungsgeschwindigkeit von 831 m/s eine Reichweite von 17.236 m. Sie verschossen 386 kg schwere Granaten mit einer Kadenz von etwa zwei Schuss pro Minute. Die Sekundärbewaffnung bestand aus sechzehn 102-mm-Geschützen. Jeweils zwei dieser Geschütze waren auf den Dächern der vorderen und hinteren Mitteltürme und der Flügeltürme in nicht abgeschirmten Lafetten installiert, die anderen acht waren in den Aufbauten untergebracht. Die Geschütze hatten bei einer maximalen Elevation von +15° und bei einer Mündungsgeschwindigkeit von 860 m/s eine Reichweite von 10.424 m. Sie verschossen 14 kg schwere Granaten mit einer Kadenz von sechs bis acht Schuss pro Minute. Die Schiffe waren außerdem mit drei 457-mm-Torpedorohren ausgestattet, eines auf jeder Breitseite und das dritte im Heck.

### Panzerung
Die Temeraire hatten einen Panzergürtel aus Krupp-Zementstahl. Er erstreckte sich über die gesamte Länge des Schiffes. Er war mittschiffs 254 mm dick und verjüngte sich unterhalb der Wasserlinie auf 203 mm. Von der vorderen Barbette bis zum Bug verjüngte er sich auf 152 mm und von der hinteren Barbette bis zum Bug auf 127 mm. Über dem Hauptgürtel verlief über die gleiche Länge ein 203 mm dicker Plankengang. Das Querschott achtern war 203 mm dick und verlief schräg nach innen von den hinteren Enden der unteren Seitenpanzerung bis zur Außenfläche der hinteren Barbette. Die Barbetten auf der Mittellinie waren über dem Hauptdeck 127 bis 228 mm dick und darunter 127 mm. Die Barbetten querab waren an den Außenflächen 254 mm und an den Innenflächen 228 mm dick und verjüngten sich bis unter das Hauptdeck auf 127 mm. Die Front und die Seiten der Geschütztürme waren 279 mm an der Rückseite 304 mm dick und hatten 76 mm dickes Dach. Das Schiff hatte drei gepanzerte Decks mit einer Dicke von 19 mm bis 101 mm. Die Front und die Seiten des vorderen Kommandoturms wurden durch 279 mm starke Platten geschützt, während die Rückseite und das Dach 203 mm bzw. 76 mm dick waren. Der hintere Kommandoturm war rundherum mit 203 mm Panzerung versehen und hatten ebenfalls ein 76 mm dickes Dach. Die Längsschotten von 19 bis 76 mm Dicke bedeckten die kompletten Seiten des Rumpfes zwischen den vorderen und hinteren Magazinen.